# スリーピークス技研
株式会社スリーピークス技研（スリーピークスぎけん）は、新潟県三条市に本社をおく、「3.peaks」ブランドのペンチを主力とした工具を製造販売する企業である。

## 会社概要
1940年（昭和15年）に工作機械の製作や部品メーカとして創業した。1965年（昭和40年）にペンチ製造部門を設立し、1967年（昭和42年）にJIS認可工場となる。創業時の社風である「職人技」は、自動化された現在も仕上げ工程で受け継がれている。ペンチ類は、刃付け職人が1丁ずつ刃を研ぎ試し切りをしている。
3ピークスの由来は、優れた製品（Product）・顧客立場の思考（Pleasure）・人間的な成長（Personality）の頭文字である。
ペンチ類のラインナップは、20種類以上もあるペンチ類専門メーカである。1986年に発売された「パワーペンチ」はJISにこだわらず、より切れ味の良いペンチを開発する為に刃が支点間際まで近づけられている偏芯テコの原理により、JIS品を遥かに越える切断力を得る事が出来る。この技術は、ニッパにおいても採用されている。

## 沿革

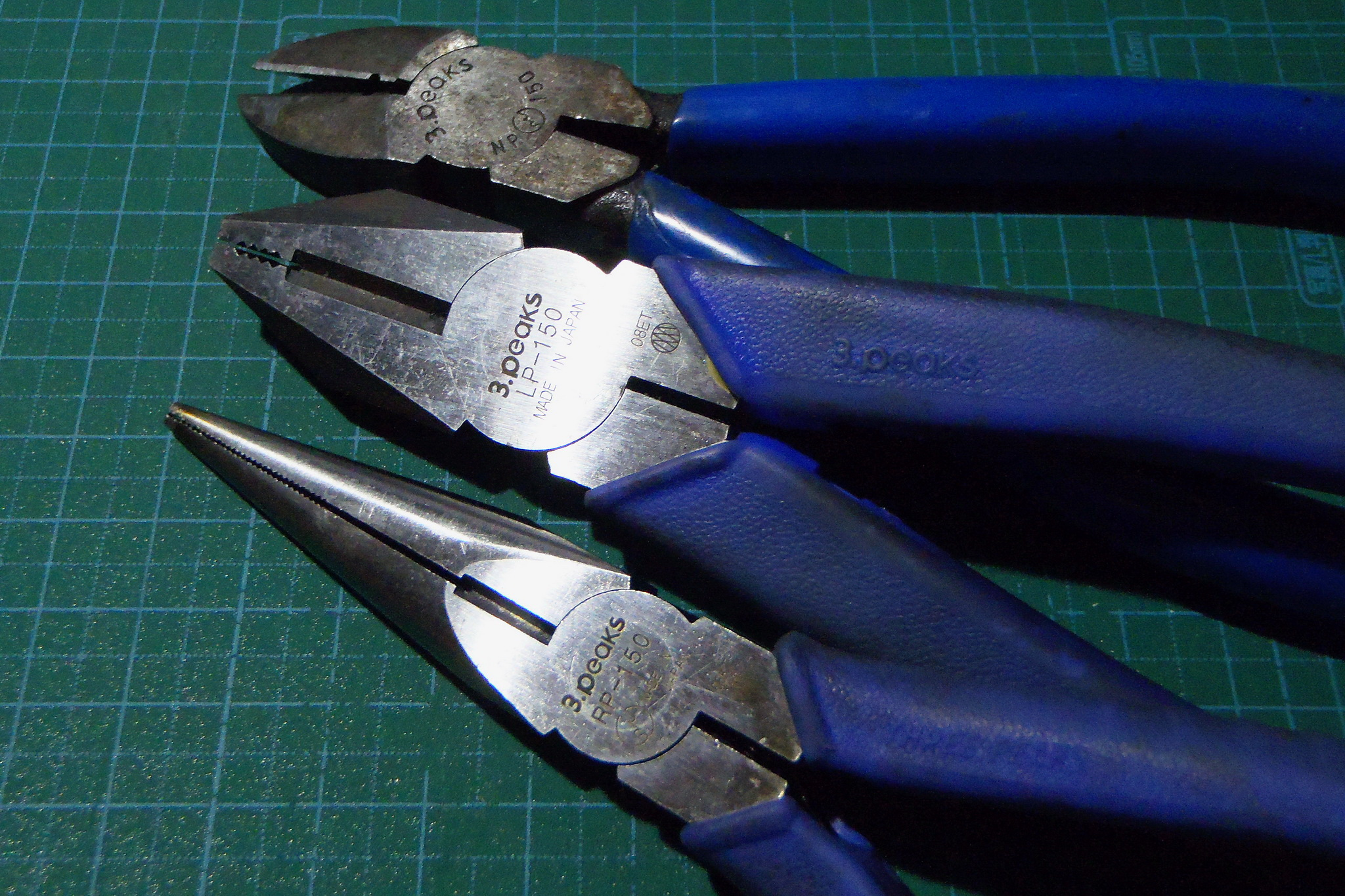
各種主要製品の一部

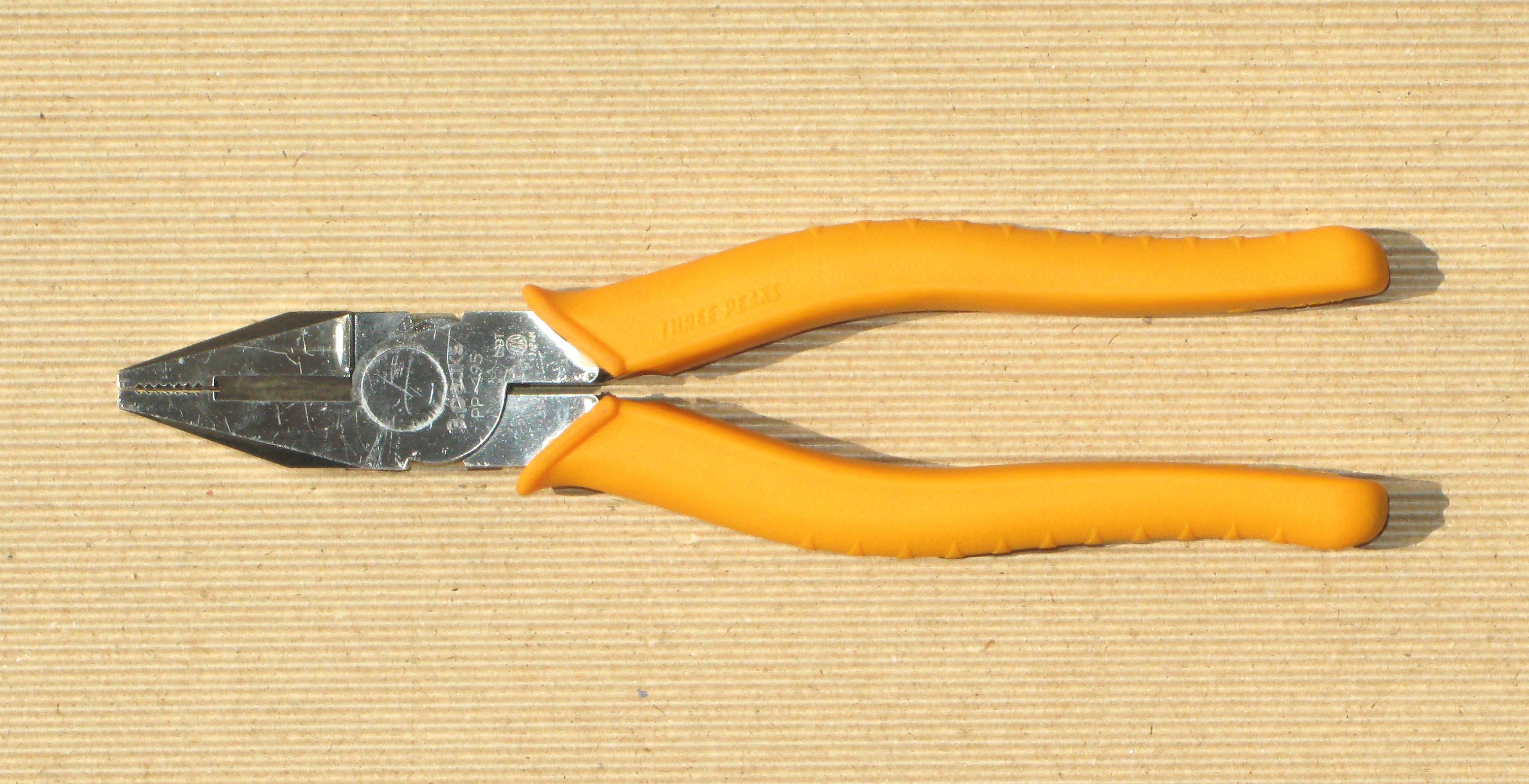
パワーペンチ

- 1940年（昭和15年）4月 - 小山清七個人事業として、三条市大字田島2525番地において、小山鐵工所を創業。工作機械、及び産業機械の製作、部品加工を開始する。
- 1952年（昭和27年）1月 - 株式会社小山鐵工所に改組し、小山鐵郎が代表取締役に就任する。
- 1955年（昭和30年）3月 - 本社を三条市大字田島工場所在地に移転し、営業を開始する。
- 1960年（昭和35年）7月 - 資本金を100万円に増資する。三条市大字田島121番地に、工場及び事務所を新築移転する。
- 1963年（昭和38年）7月 - 本社を前述の新工場に移転し、営業を開始する。
- 1965年（昭和40年）11月 - 工具製造部門にて強力ペンチ150mm、175mm、200mmの製作を開始する。
- 1967年（昭和42年）12月 - 強力級ペンチの日本工業規格表示許可工場となる。
- 1969年（昭和44年）7月 - 資本金を1,500万円に増資する。
- 1972年（昭和47年）1月 - ラジオペンチ、強力ニッパの日本工業規格表示許可工場となる。
- 1975年（昭和50年）
  - 5月 - 三条金属工業団地内（三条市大字塚野目字大月）に本社及び工場を移転、営業を開始する。
  - 12月 - ペンチ類、ラジオペンチ、強力ニッパの日本工業規格表示許可工場となる。
- 1980年（昭和55年）9月 - 斜ニッパの日本工業規格表示許可工場となる。
- 1991年（平成3年）
  - 2月 - 小山喜一郎が代表取締役に就任する。
  - 3月 - ペンチ類、ラジオペンチ、強力ニッパのJIS統合改正による許可番号変更のため再交付を受ける。
- 1993年（平成5年）4月 - 株式会社スリーピークス技研に社名変更。商号「3.peaks」を制定。
- 2007年（平成19年）5月 - 日本品質保証機構より、新JISマーク表示制度を取得。
- 2019年（平成31年）2月 - 小山公一が代表取締役に就任する。

## 主な商品
ペンチ、ラジオペンチ、強力ニッパ、斜ニッパ、ウオーターポンププライヤー、カートリッジレンチ、その他一般工具類